# Freilaufrolle
Die Freilaufrolle ist eine Angelrolle mit Freilauf, bei der über einen Hebel die Schnur zum Abzug freigegeben wird. Sie soll verhindern, dass die Angelrute ins Wasser gerissen wird, wenn ein starker Fisch anbeißt, und die Rute auf dem Rod-Pod liegt. Der Vorteil liegt darin, dass der Fisch bei geschlossenem Bügel Schnur abziehen kann, ohne einen Widerstand zu bemerken. Der Freilauf einer Rolle kann in der Regel eingestellt werden und somit den Gegebenheiten (starke Strömung, Wind etc.) angepasst werden. Durch eine kurze Drehbewegung an der Kurbel kann der Freilauf ausgeschaltet werden und die normale Rollenbremse kann ihre Funktion aufnehmen.
Die Freilaufrolle kam ursprünglich aus der Meeresangelei (Shimano US Baitrunner), fand dann aber schnell den Weg in die Karpfenanglerszene. Mittlerweile gibt es Freilaufrollen von fast allen Herstellern in unterschiedlichen Größen und Schnurkapazitäten.
Die Freilaufrolle wird meistens mit einem elektronischen Bissanzeiger verwendet. Es gibt auch Freilaufrollen mit integriertem elektronischem Bissanzeiger. Dies ist besonders beim Nachtangeln von Nutzen, da der Biss eines Fisches direkt angezeigt wird. Seit geraumer Zeit wird der „Freilauf“ für fast alle Arten des Grundfischens verwendet.